# 우란하오터시

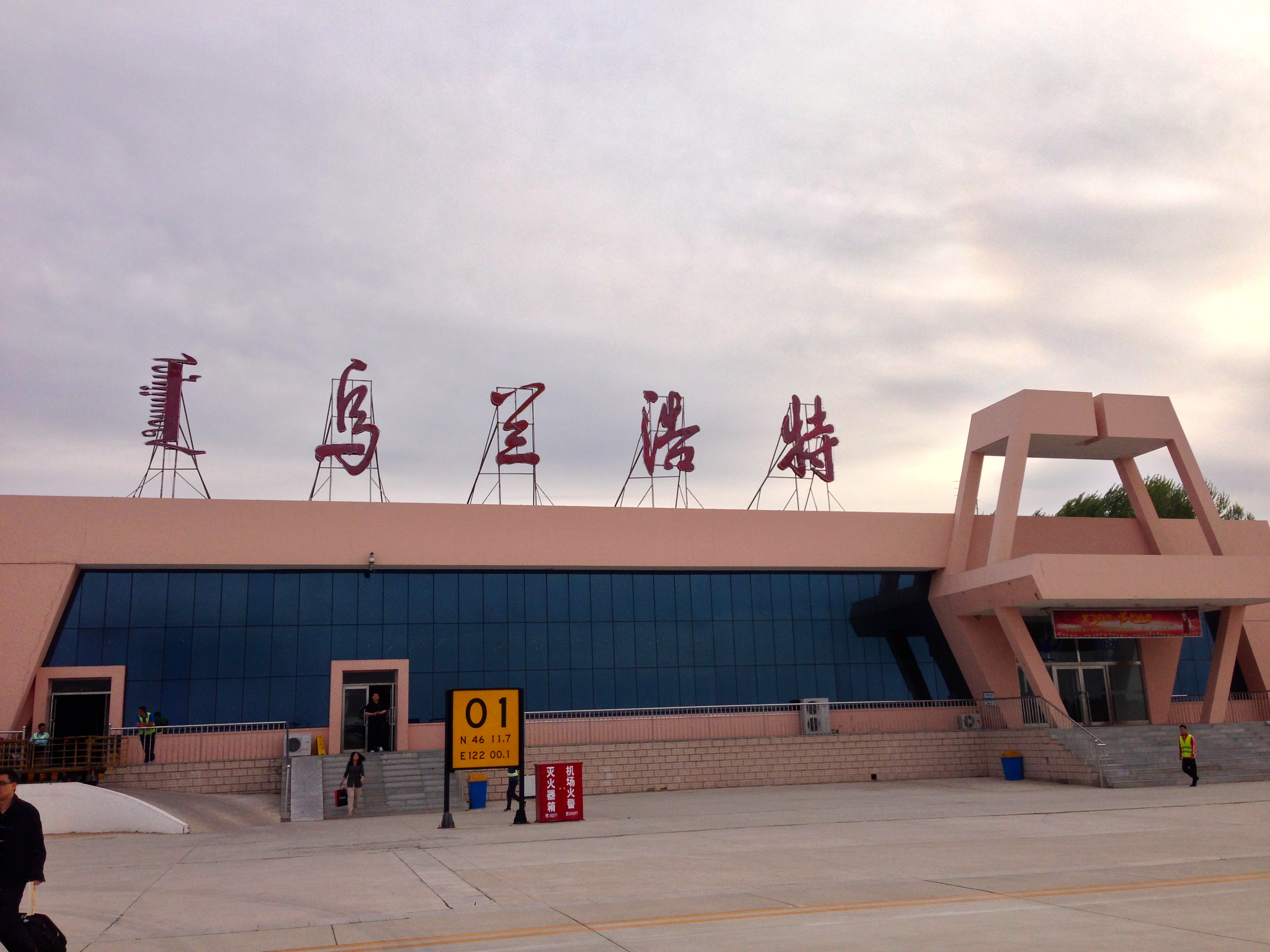

우란하오터(몽골어: ᠤᠯᠠᠭᠠᠨᠬᠣᠲᠠ (Ulaγanqota), Улаан хот 울란호트, 중국어: 乌兰浩特, 중국조선어: 울란호트)는 내몽골 자치구 싱안 맹의 현급시이다. 넓이는 772km2이고, 인구는 2007년 기준으로 290,000명이다. 예전에는 왕예먀오(王爺廟)로 알려져 있었다. 1947년부터 1950년 사이에 울란호트는 내몽골 자치구의 수도였다. 수도는 1950년에 장자커우로 이전했다가 1952년에 후허하오터로 이전해 현재에 이르고 있다.
도시의 외곽에는 원나라 때의 무덤과 칭기스칸을 봉헌한 사원이 있다. 이 사원은 1940년에 건설되었고 2002년에 자금을 받아 대대적으로 확장하였다.

## 지리
평균해발고도는 263.6m이다. 연평균 기온은 5.0°C이고 연평균 강수량은 442.6mm이다. 무상일수는 134일이고 연일조시간은 2875.8시간이다.
| Ulan Hot의 기후          | Ulan Hot의 기후 | Ulan Hot의 기후 | Ulan Hot의 기후 | Ulan Hot의 기후 | Ulan Hot의 기후 | Ulan Hot의 기후 | Ulan Hot의 기후 | Ulan Hot의 기후 | Ulan Hot의 기후 | Ulan Hot의 기후 | Ulan Hot의 기후 | Ulan Hot의 기후 | Ulan Hot의 기후 |
| 월                       | 1월             | 2월             | 3월             | 4월             | 5월             | 6월             | 7월             | 8월             | 9월             | 10월            | 11월            | 12월            | 연간            |
| ------------------------ | --------------- | --------------- | --------------- | --------------- | --------------- | --------------- | --------------- | --------------- | --------------- | --------------- | --------------- | --------------- | --------------- |
| 역대 최고 기온 °C (°F)   | 6.0 (42.8)      | 11.7 (53.1)     | 23.5 (74.3)     | 31.7 (89.1)     | 38.3 (100.9)    | 40.3 (104.5)    | 39.7 (103.5)    | 37.1 (98.8)     | 32.5 (90.5)     | 29.9 (85.8)     | 18.9 (66.0)     | 7.7 (45.9)      | 40.3 (104.5)    |
| 일평균 최고 기온 °C (°F) | −8.6 (16.5)     | −4.0 (24.8)     | 3.8 (38.8)      | 14.3 (57.7)     | 22.2 (72.0)     | 26.5 (79.7)     | 28.1 (82.6)     | 26.9 (80.4)     | 21.3 (70.3)     | 12.6 (54.7)     | 1.2 (34.2)      | −6.5 (20.3)     | 11.5 (52.7)     |
| 일일 평균 기온 °C (°F)   | −15.0 (5.0)     | −11.1 (12.0)    | −3.0 (26.6)     | 7.2 (45.0)      | 15.2 (59.4)     | 20.4 (68.7)     | 22.9 (73.2)     | 21.0 (69.8)     | 14.4 (57.9)     | 5.6 (42.1)      | −4.9 (23.2)     | −12.4 (9.7)     | 5.0 (41.1)      |
| 일평균 최저 기온 °C (°F) | −20.3 (−4.5)    | −17.1 (1.2)     | −9.6 (14.7)     | 0.0 (32.0)      | 7.7 (45.9)      | 14.3 (57.7)     | 17.8 (64.0)     | 15.4 (59.7)     | 8.0 (46.4)      | −0.4 (31.3)     | −9.9 (14.2)     | −17.2 (1.0)     | −0.9 (30.3)     |
| 역대 최저 기온 °C (°F)   | −33.7 (−28.7)   | −31.2 (−24.2)   | −25.4 (−13.7)   | −13.6 (7.5)     | −4.5 (23.9)     | 2.9 (37.2)      | 10.4 (50.7)     | 6.0 (42.8)      | −3.5 (25.7)     | −17.4 (0.7)     | −26.4 (−15.5)   | −32.9 (−27.2)   | −33.7 (−28.7)   |
| 평균 강수량 mm (인치)    | 1.3 (0.05)      | 2.3 (0.09)      | 4.8 (0.19)      | 14.8 (0.58)     | 28.8 (1.13)     | 93.4 (3.68)     | 148.6 (5.85)    | 89.4 (3.52)     | 37.3 (1.47)     | 16.8 (0.66)     | 3.2 (0.13)      | 1.9 (0.07)      | 442.6 (17.42)   |
| 평균 강수일수 (≥ 0.1 mm) | 1.6             | 2.5             | 3.2             | 3.9             | 6.8             | 12.3            | 13.8            | 10.9            | 7.9             | 3.9             | 2.7             | 2.6             | 72.1            |
| 출처: Weather China      |                 |                 |                 |                 |                 |                 |                 |                 |                 |                 |                 |                 |                 |

## 인구
몽골족, 한족, 만주족, 조선족, 후이족 등 17개 민족이 거주한다. 몽골족이 전체 인구의 26%를 차지한다.

## 교통
도시는 지린성 바이청 시와 만주 횡단 철도를 통해 연결된다. 중국 302번 국도가 지린성 투먼 시부터 울란호트까지 연결된다.
도시에는 울란호트 공항이 있다. 중국국제항공과 중국해남항공이 운영하는 노선이 울란호트와 베이징 서우두 국제공항을 연결한다.

## 행정 구역
8개 가도, 2개 진을 관할한다.
- 가도: 爱国街道, 和平街道, 兴安街道, 胜利街道, 铁西街道, 都林街道, 五一街道, 永联街道.
- 진: 乌兰哈达镇, 居力很镇.